# Гранья, Пабло
Пабло Гранья (исп. Pablo Graña Alonso; род. 21 марта 1999, Кангас, Галисия) — испанский гребец на каноэ, трёхкратный чемпион мира, двукратный чемпион Европы 2021 и 2025 годов, чемпион III Европейских игр 2023 года, призёр чемпионатов мира и Европы.

## Карьера
На чемпионате мира 2019 года в Сегеде завоевал первую серьёзную награду — золото в двойках на дистанции 200 метров. В Познане, в 2021 году, на чемпионате Европы одержал победу на этой же дистанции.
На чемпионате Европы 2022 года в Мюнхене завоевал серебро в одиночках на 200 метров. На чемпионате мира 2022 года в Канаде в составе испанской четвёрки стал чемпионом мира.
В Дуйсбурге, на чемпионате мира 2023 года, стал трёхкратным чемпионом мира, выиграв в составе испанской четвёрки золотую медаль.
На III Европейских играх стал победителем в заездах смешанных двоек на дистанции 200 метров, кроме того завоевал бронзу в одиночках на дистанции 200 метров.
В Самарканде, на чемпионате мира 2024 года, который состоялся сразу же после Олимпийских игр, Пабло в каноэ-одиночках на дистанции 200 метров завоевал серебряную медаль.
В 2025 году на чемпионате Европы в Рачице завоевал золотую медаль на дистанции 200 метров. 